# Лиежко епископство
Лиежко епископство или Княжество-епископство Лиеж (на френски: Principauté de Liège; на валонски: Principåté d' Lidje; на нидерландски: prinsbisdom Luik) е средновековна държава в състава на Свещената Римска империя в т.нар. Ниски земи на територията на съвременна Белгия.
Начело на епископството стои княз-епископът на Лиеж. Територията на епископството включва големи части от съвременните белгийски провинции Лиеж и Лимбург, а така също ексклави в други райони на Белгия и Нидерландия. Столица на епископството е град Лиеж.

## История
През Х век епископът на Лиеж придобива светска власт над Графство Юи. Епископството се разширява за сметка на Херцогство Буйон през 1096 г., след което лиежките епископи започват да се титулуват и като „херцози на Буйон“. През 1366 г. в състава на епископството е включено Графство Лоон, а през 1568 г. и Графство Хорн.
Епископството не влиза в състава на Републиката на Седемте Съединени провинции, нито в състава на Южна Нидерландия, но на неговата политика силно влияние оказват бургундските херцози, а впоследствие – Хабсбургите.
Епископството е анексирано от Франция през 1795 г.